# گربه‌خوان کلاه‌خرمایی
گربه‌خوان کلاه‌خرمایی (نام علمی: Ailuroedus geislerorum) نام یک گونه از سرده گربه‌خوان‌ها است.